# Dolina L’va Tolstogo
Dolina L’va Tolstogo (englische Transkription von russisch Долина Льва Толстого Dolina Lwa Tolstowo, deutsch ‚Leo-Tolstoi-Tal‘) ist ein Tal im ostantarktischen Königin-Maud-Land. In der Sør Rondane liegt es im Gebiet der Bergersenfjella an der Westflanke des Byrdbreen.
Russische Wissenschaftler benannten es nach dem russischen Schriftsteller Leo Tolstoi (1828–1910).